# Peter Funnekötter
Peter Funnekötter (* 11. června 1946, Münster, Německo) je bývalý německý veslař. Na Letních olympijských hrách 1972 v Mnichově byl členem posádky čtyřky bez kormidelníka, která získala bronzovou medaili.